# Agrostopoa woodii
Agrostopoa woodii är en gräsart som beskrevs av Soreng, P.M.Peterson och Gerrit Davidse. Agrostopoa woodii ingår i släktet Agrostopoa och familjen gräs. Inga underarter finns listade i Catalogue of Life.